# Cristina Guerra
Cristina Guerra (Roma, 19 giugno 1968) è una giornalista italiana.

## Carriera
Figlia di un giornalista della Rai, ha iniziato a lavorare nella televisione di Stato italiana nel 1989, dapprima presso la redazione del Televideo e successivamente alla redazione esteri del TG1 dove è stata inviata per la prima Guerra del Golfo.
Il 21 febbraio 1991 è iscritta come giornalista professionista all'Ordine dei Giornalisti del Lazio. Era all'epoca la più giovane professionista d'Italia, e sicuramente del Tg1, secondo quanto disse uno dei commissari d'esame. Ed è rimasta la più giovane giornalista del TG1 per molto tempo.
Tra il 1992 e il 1994 ha svolto alcune inchieste per la redazione Cronaca del TG1 e ha seguito direttamente gli eventi più importanti come Tangentopoli e le stragi di Mafia. Dal 1994 è approdata a Unomattina dove si è occupata tra l'altro della vicenda Alitalia e di molti temi economici soprattutto di respiro europeo.
A partire dal 1994 fino al 2013 ha condotto le edizioni mattutine del TG1. Sposata con il musicista Alessandro Alessandro, ha tre figli.